# Beri Shalmashi
Beri Shalmashi (Parijs, 29 november 1983) is een Nederlandse publicist en filmmaker. Haar roots liggen in Iraans-Koerdistan. Shalmashi studeerde in 2008 af aan de Nederlandse Filmacademie in Amsterdam, in de richting scenario en regie en volgde tegelijk een masterstudie regie aan de Hogeschool voor de Kunsten Utrecht. Datzelfde jaar won Shalmashi de ECHO Award, als meest excellente biculturele student in het hoger onderwijs. Als beloning mocht ze een zomer aan de UCLA studeren.
Shalmashi woonde vervolgens een tijd in Los Angeles en Caïro en maakte verscheidene korte films. Samen met Sanne Vogel maakte ze de televisiefilm Mama, in 2010 genomineerd voor een Gouden Kalf. Met Willem Capteyn schreef ze het scenario voor de boekverfilming van Kader Abdolah's Het Huis van de Moskee, om vervolgens in 2012 naar Iraaks-Koerdistan te verhuizen, alwaar ze ging doceren aan de Salahaddin University in Erbil en aan nieuwe films werkte.
In 2015 vestigde ze zich weer in Amsterdam, nadat de oorlog met IS het werken en wonen in Erbil moeilijk maakte. Ze schrijft columns voor de Volkskrant.